# Синята далия
„Синята далия“ (на английски: The Blue Dahlia) е американски филм от 1946 година, криминален трилър на режисьора Джордж Маршал по сценарий на Реймънд Чандлър.
В центъра на сюжета е офицер, връщащ се от Втората световна война, който установява, че съпругата му има връзка със собственик на нощен клуб и влиза в остър спор с нея, след което тя е открита убита, а той трябва да доказва невинността си. Главните роли се изпълняват от Алън Лад, Вероника Лейк, Хауърд Да Силва, Дарис Даулинг.
„Синята далия“ е номиниран за награда „Оскар“ за оригинален сценарий.